# Ренцо Росселліні
Ре́нцо Росселлі́ні (італ. Renzo Rossellini; нар. 2 лютого 1908, Рим, Королівство Італія — пом. 13 березня 1982, Монако) — італійський композитор та музичний критик.

## Біографія
Ренцо Росселліні народився 2 лютого 1908 року в Римі, Італія в сім'ї архітектора. Він є молодшим братом видатного італійського кінорежисера Роберто Росселліні (1906—1977), батьком продюсера Франко Росселліні та дядьком продюсера та режисера Ренцо Росселліні (молодшого) і акторки Ізабелли Росселліні. Музичну освіту здобув в консерваторії Санта-Чечілія в Римі.
У повоєнні роки Росселліні став одним з найвидатніших представників сучасної італійської музики, що переніс на оперну та драматичну сцени принципи неореалістичного напряму в кіно. Він є автором чотирьох опер, балетів, ораторій, кантат, музичних драм, камерної музики та музики до вистав. З 1936 року працював у кіно, переважно з режисерами Маріо Камеріні, Маріо Сольдаті, Вітторіо Де Сікою, Луїджі Дзампою, Крістіаном-Жаком, написавши за час своєї кар'єри музику до майже 100 кінострічок.
Найзначніший внесок Ренцо Росселліні в повоєнний італійський кінематограф — музика до фільмів його брата Роберто Росселіні, з яким він працював, починаючи з фільму «Рим, відкрите місто» (1945) та «Пайза» (1946; отримав за музику до фільму премію «Срібна стрічка») до його останніх стрічок — «Генерал Делла Ровере» (1959), «У Римі була ніч» (1960), «Хай живе Італія!» (1961). Росселліні створив стриманий та суворий музичний супровід до фільмів, домагаючись глибокого емоційного та психологічного взаємозв'язку між звуковим та зображальним рішенням. У своїй музиці Росселліні широко використовував італійські народні мелодії.

## Фільмографія
- 1937 : Синьйор Макс / Il signor Max
- 1938 : Княгиня Тараканова / La principessa Tarakanova
- 1938 : Родоначальник / L'antenato
- 1938 : Під Південним хрестом / Sotto la croce del sud
- 1940 : Червоні троянди / Rose scarlatte
- 1941 : Білий корабель / La nave bianca
- 1941 : Дон Бонапарт / Don Buonaparte
- 1941 : Тереза-П'ятниця / Teresa Venerdì
- 1941 : Попелюшка та чиньйор Бонавентура / Cenerentola e il signor Bonaventura
- 1942 : Гарібальдієць в монастирі / Un garibaldino al convento
- 1942 : Пілот повертається / Un pilota ritorna
- 1942 : Сім гріхів / I sette peccati
- 1942 : Дві сирітки / Le due orfanelle
- 1942 : Троє орлят / I 3 aquilotti
- 1942 : Ми, живі / Noi vivi
- 1942 : Луїза Санфеліче / Luisa Sanfelice
- 1942 : Лицар пустелі / I cavalieri del deserto
- 1943 : Марія Малібран / Maria Malibran
- 1943 : Людина з хрестом / L'uomo dalla croce
- 1943 : Бажання / Desiderio
- 1943 : Я не забобонна… але! / Non sono superstizioso… ma!
- 1944 : Діти дивляться на нас / I bambini ci guardano
- 1945 : Рим, відкрите місто / Roma città aperta
- 1946 : Євгенія Гранде / Eugenia Grandet
- 1946 : Пайза / Paisà
- 1946 : Тиран Падуанський / Il tiranno di Padova
- 1947 : Брати Карамазови / I fratelli Karamazoff
- 1947 : Пармська обитель / La Chartreuse de Parme
- 1948 : Рокамболь / Rocambole
- 1948 : Реванш Баккари / La revanche de Baccarat
- 1948 : Фіакр № 13 / Il fiacre N. 13
- 1948 : Ассунта Спіна / Assunta Spina
- 1948 : Ману контрабандист / Manù il contrabbandiere
- 1948 : Німеччина, рік нульовий / Germania anno zero
- 1948 : Кохання / L' Amore
- 1948 : Машина, що вбиває поганих / La macchina ammazzacattivi
- 1949 : Інший / L'altra
- 1950 : Стромболі, земля Божа / Stromboli
- 1950 : Франциск, менестрель Божий / Francesco, giullare di Dio
- 1951 : Любов і кров / Amore e sangue
- 1951 : Тінь над Неаполем / Schatten über Neapel
- 1951 : Панове, у вагон! / Signori, in carrozza!
- 1951 : Мессаліна / Messalina
- 1951 : Помста Чорного Орла / La vendetta di Aquila Nera
- 1951 : Без прапора / Senza bandiera
- 1952 : Європа '51 / Europa '51
- 1952 : Клеймо лілії / Il boia di Lilla
- 1952 : Ми танцюємо на веселці / Wir tanzen auf dem Regenbogen
- 1953 : Спартак / Spartaco
- 1953 : Ми грішники / Noi peccatori
- 1953 : Драма в Казба / Dramma nella Kasbah
- 1953 : Неаполітанці в Мілані / Napoletani a Milano
- 1953 : Де свобода? / Dov'è la libertà…?
- 1953 : Суперництво / Rivalità
- 1954 : Заборонена жінка / Donne proibite
- 1954 : Безумство / Delirio
- 1954 : Раба гріха / La schiava del peccato
- 1954 : Феодора, імператриця візантійська / Teodora, imperatrice di Bisanzio
- 1954 : Східний експрес / Orient Express
- 1954 : Страх / Non credo più all'amore (La paura)
- 1954 : Вавилонська блудниця / La cortigiana di Babilonia
- 1955 : Знак Венери / Il segno di Venere
- 1955 : Адріана Лекуврер / Adriana Lecouvreur
- 1955 : Найкрасивіша жінка світу / La donna più bella del mondo (Lina Cavalieri)
- 1955 : Назад, мій маленький!/ Torna piccina mia!
- 1956 : Захистіть мою любов / Difendo il mio amore
- 1956 : Історія в Монте-Карло / Montecarlo
- 1958 : Переможниця на скачках / La ragazza del palio
- 1959 : Корсар півмісяця / Il corsaro della mezzaluna
- 1959 : Генерал Делла Ровере / Il Generale della Rovere
- 1959 : Суддя / Il magistrato
- 1959 : Легіони Клеопатри / Le legioni di Cleopatra
- 1960 : У Римі була ніч / Era notte a Roma
- 1960 : Хай живе Італія! / Viva l'Italia!
- 1961 : Татари / I tartari
- 1961 : Ваніна Ваніні / Vanina Vanini
- 1965 : Жінка озера / La donna del lago
- 1979 : Калігула / Caligula

## Твори
Опери
- La Guerra (1956)
- Il vortice (1958)
- Uno sguardo dal ponte (1961)
- L'Annonce faite à Marie (1970)

## Визнання
| Нагороди та номінації Ренцо Росселліні | Нагороди та номінації Ренцо Росселліні | Нагороди та номінації Ренцо Росселліні | Нагороди та номінації Ренцо Росселліні |
| Рік                                    | Категорія                              | Фільм                                  | Результат                              |
| -------------------------------------- | -------------------------------------- | -------------------------------------- | -------------------------------------- |
| Премія «Срібна стрічка»                |                                        |                                        |                                        |
| 1947                                   | Найкраща музика до фільму              | Пайза                                  | Перемога                               |
| 1948                                   | Найкраща музика до фільму              | Брати Карамазови                       | Перемога                               |